# Judy Topinková
Judy Baarová Topinková (Baar Topinka, * 16. ledna 1944 Chicago – 10. prosince 2014 Berwyn) byla americká novinářka a politička česko-slovenského původu působící ve státě Illinois za Republikánskou stranu. V letech 1995 až 2007 bylo ministryní financí státu Illinois a v letech 2002 až 2005 předsedkyní Illinoiské republikánské strany. V roce 2006 kandidovala na guvernérku Illinoisu, ale ve volbách ji porazil dosavadní guvernér Rod Blagojevich. Pak byla zvolena do úřadu auditora státních financí Illionoisu (state comptroller), do kterého nastoupila v lednu 2011. V listopadu 2014 byla znovuzvolena na další funkční období, ale v prosinci nečekaně zemřela na cévní mozkovou příhodu.

## Původ a krajanský význam
Judy Baarová se narodila rodičům českého a slovenského původu a přestože byla Američankou už ve třetí generaci (její dědeček přišel do Ameriky v roce 1890), vyrůstala v domácnosti, kde mluvili česky, a navštěvovala o sobotách také českou školu, takže i sama v dospělosti mluvila plynně česky. Měla také trvalý zájem o Českou republiku, mimo jiné se podílela na iniciaci americké pomoci po povodních na Moravě a Odře v roce 1997. Generální konzul České republiky v Chicagu Bořek Lizec ji v reakci na zprávu o jejím úmrtí zařadil mezi americkými politiky s českým původem významem k Antonínu Čermákovi a Madeleine Albrightové.